# Sphaerocolla aurantiaca
Sphaerocolla aurantiaca är en svampart som beskrevs av P. Karst. 1892. Sphaerocolla aurantiaca ingår i släktet Sphaerocolla, divisionen sporsäcksvampar och riket svampar.   Inga underarter finns listade i Catalogue of Life.